# Бромизам
Бромизам је синдром састављен из скупа симптома који су резултат продуженог узимања бромида (нпр. карбромала или литијум бромида).

## Епидемиологија
Бромизам који је у прошлости веома чест био је одговоран за отприлике 5 до 10% психијатријских хоспитализација. Године 1928, један од пет рецепата у Сједињеним Америчким Државама био је прописан за лекове који садрже бром.
Примене активних састојака у лековима који садрже бромид, напуштена је почев од средине 1980-их, што је резултовало смањењем тровања па се и клиничка слика бромизма све више заборавља.

## Етиологија
Високи нивои бромида хронично оштећују мембрану неурона, што прогресивно нарушава неуронски пренос и доводи до токсичности, познате као бромизам. Бромид има полуживот елиминације од 9 до 12 дана, што може довести до његове прекомерне акумулације у телу. Дозе од 0,5 до 1 грама бромида дневно могу довести до бромиза. 
Историјски гледано, терапијска доза бромида која је око 3 до 5 грама бромида, објашњава зашто је хронична токсичност (бромизам) некада била тако честа. Иако се код бромизма јављају значајни, а понекад и озбиљни поремећаји неуролошких, психијатријских, дерматолошких и гастроинтестиналних функција, смрт код бромизма је јако ретка. 
Бромизам је узрокован неуротоксичним ефектом бромида на мозак, који резултује поспаношћу, психозом, нападима и делиријумом. Бромизам је такође узрокован прекомерном конзумацијом газираних пића која садржи бромирано биљно уље, што доводи до главобоље, умора, атаксије, губитка памћења и потенцијално немогућности ходања (као што је примећено у једном случају). 

## Клиничка слика
Како високе дозе бромида ометају мембране неурона, оне изазивају сомноленцију, психозу и нападе.
Неуролошки и психијатријски симптоми су променљиви. Могу се јавити хиперексцитабилност , иритација, атаксија, тремор , вртоглавица, халуцинације, психозе, слабост, ступор и кома.
Поред неуролошки и психијатријски симптоми могу се јавити гастроинтестинални симптоми као што су повраћање и губитак апетита  и кожни симптоми као што су „бромне акне “, апсцеси и еритем.

## Дијагноза
Дијагноза се поставља откривањем високог нивоа бромида у крви или мокраћи. Поред тога, поремећени су и нивои електролита, глукозе и креатинина.
Рендген абдомена може бити од помоћи због радионепропусности брома.

## Терапија
Не постоје познати специфични антидоти за тровање бромидом мада давање хлорида може помоћи телу да брже елиминише бром из тела.  Код тежих облика може се применити и дијализа.
Фуросемид може помоћи пацијентима са бубрежним компликацијама или тешким бромизмом.